# یواس‌اس راکسان (ای‌کی‌ای-۳۷)
یواس‌اس راکسان (ای‌کی‌ای-۳۷) (به انگلیسی: USS Roxane (AKA-37)) یک کشتی بود که طول آن ۴۲۶ فوت (۱۳۰ متر) بود. این کشتی در سال ۱۹۴۵ ساخته شد.